# Banco Ambrosiano

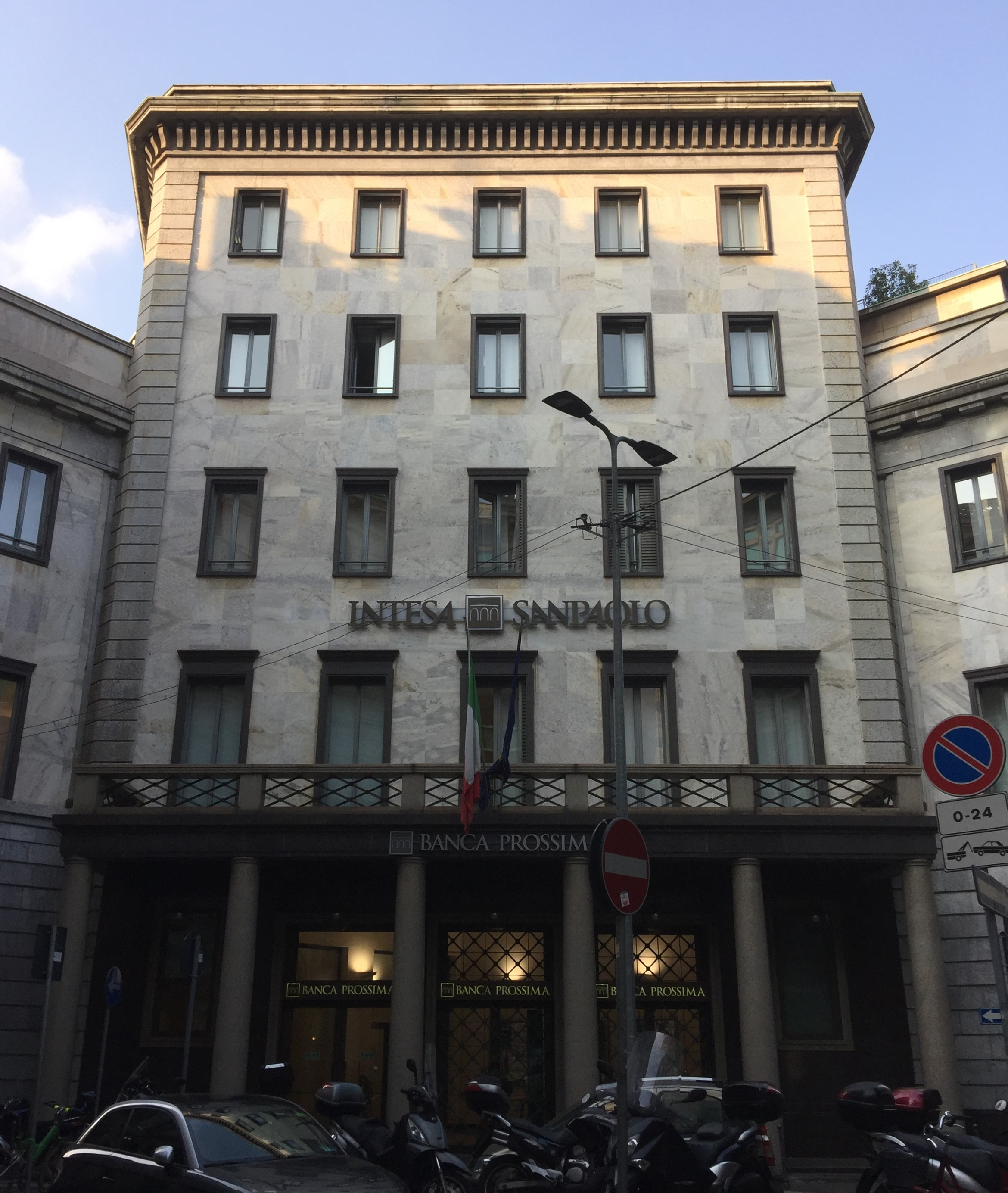

De Banco Ambrosiano was een Italiaanse privé-bank die in de 19e eeuw werd gesticht door rooms-katholieke geestelijken. In de tweede helft van de 20e eeuw groeide de bank onder leiding van de zakenman Roberto Calvi snel uit tot een belangrijke factor in de Italiaanse financiële wereld.
Via de Banco Ambrosiano werden gelden van de Rooms-Katholieke Kerk en van de maffia belegd in Zuid-Amerika. Toen de bank in 1982 failliet ging, met een schuldenlast die geschat werd tussen de 700 miljoen en de anderhalf miljard dollar, veroorzaakte dat een schandaal dat ver buiten de financiële kringen doordrong.
De Vaticaanse Bank Instituut voor Religieuze Werken had een groot aandeel in deze bank en betaalde dan ook 250 miljoen dollar aan schuldeisers van de Banco Ambrosiano. Het Vaticaan en aartsbisschop Paul Marcinkus ontkenden echter iedere betrokkenheid bij het schandaal van dit faillissement.
De zakenman en voorzitter van de bank, Roberto Calvi, en zijn vermeende betrokkenheid bij de vrijmetselaarsloge P2 worden vaak vermeld als mogelijke oorzaken voor het tenietgaan van de Banco Ambrosiano.

Calvi werd in 1982 aangeklaagd voor een lange lijst van financiële en politieke overtredingen waaronder het witwassen van grote bedragen. Hij dook onder, maar op 17 juni 1982 werd hij dood aangetroffen in Londen; hij had zich, of was, opgehangen aan de Blackfriars Bridge.
Bij het onderzoek naar de bank werd duidelijk dat Calvi en de zijnen meer dan 200 spook-banken hadden opgericht (banken die alleen op papier bestonden), en dit bood hem een labyrint van mogelijkheden om zijn duistere praktijken te verdoezelen. Een bestaande bank, de  Cisalpina Overseas Nassau Bank op de Bahama's, die door Calvi en aartsbisschop Marcinkus werd bestuurd, was betrokken bij het witwassen van cocaïne-geld uit Latijns-Amerika.